# 多爾蓋萊
多爾蓋萊（英語：Dolgellau）是位於英國威爾斯西北格溫內斯的一座城鎮。現在這裡的主要產業是旅遊業。多爾蓋萊板球俱樂部創建於1869年，是威爾斯第一家板球俱樂部。

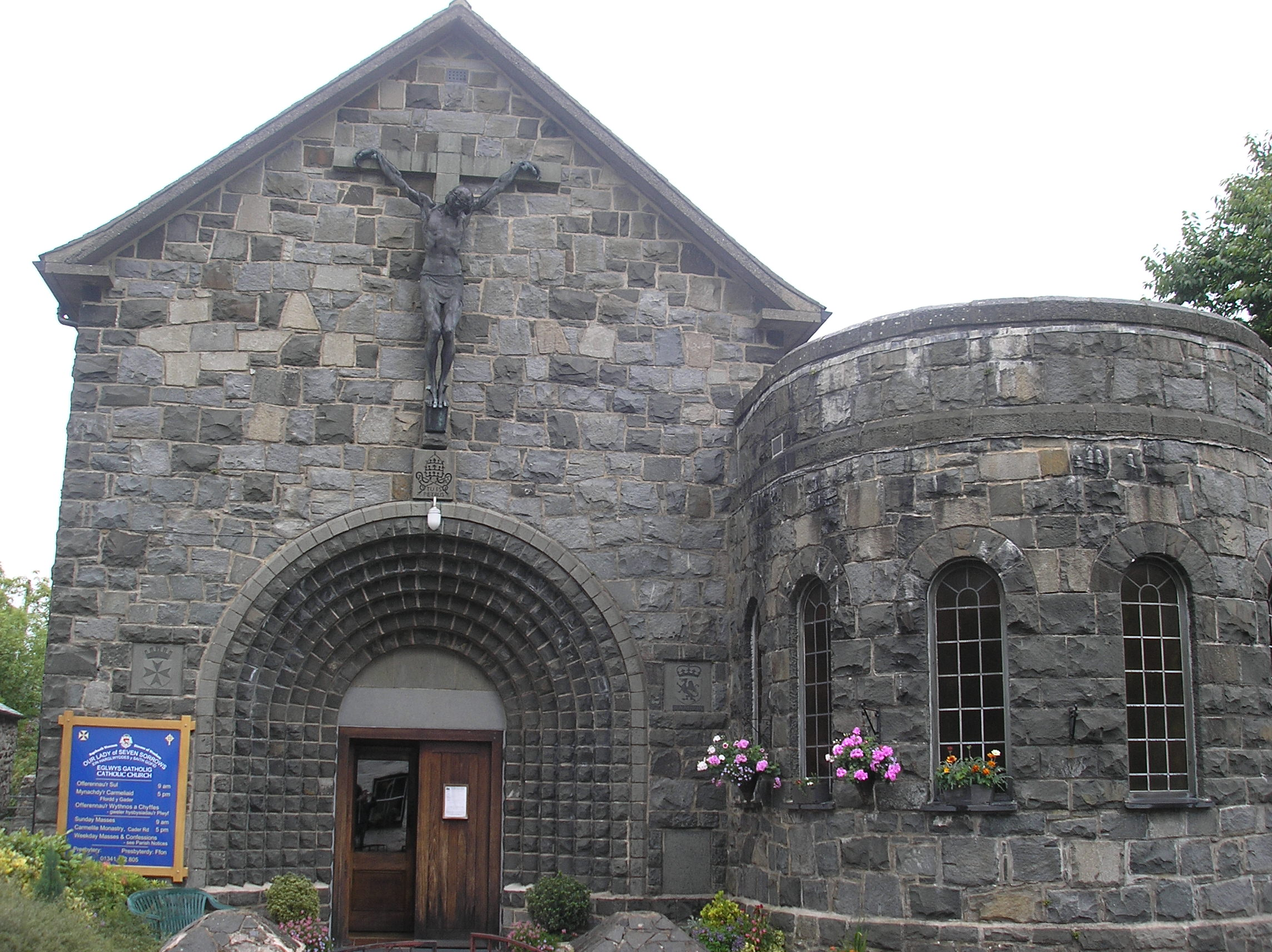
基督雕像，位于威尔士多尔盖拉乌的“七苦圣母教堂”，由艺术家贾尼诺·卡斯蒂廖尼于1966年创作

## 外部連結
- Dolgellau.net （页面存档备份，存于）
- History of Dolgellau （页面存档备份，存于）
- Dolgellau Archives
- Dolgellau Cricket Club
- www.geograph.co.uk : photos of Dolgellau and surrounding area